# Calycophysum gracile
Calycophysum gracile är en gurkväxtart som beskrevs av Célestin Alfred Cogniaux. Calycophysum gracile ingår i släktet Calycophysum och familjen gurkväxter. Inga underarter finns listade i Catalogue of Life.